# Square D

Klassisches Logo

Das 1902 gegründete Unternehmen McBride Manufacturing wird 1917 aufgrund des Bekanntheitsgrades des Firmenzeichens, ein D im Quadrat auf den Produkten, in Square D umbenannt. 1991 übernahm die Groupe Schneider das Unternehmen.

## Das Fachgebiet-Elektrische Energieverteilung gemäß UL-Normen
Bei Schneider Electric steht die Marke Square D für die elektrische Energieverteilung und Steuerungstechnik nach nordamerikanischen Normen und Gewohnheiten.
Weiterhin ist sie ein Lieferant von Produkten und Systemen für die industrielle Automation und Steuerung in Nordamerika.
Sie ist auch im asiatischen Raum vertreten, insbesondere in Thailand.

## Geschichte

### Gründung und Entwicklung
Bryson D. Horton und James B. McCarthy gründeten 1902 in Detroit das Unternehmen unter dem Namen McBride Manufacturing. 1908 wurde der Name jedoch in Detroit Fuse and Manufacturing geändert. Die mit einem D im Quadrat, das Firmenzeichen, gekennzeichneten Produkte gewannen immer mehr an Bekanntheitsgrad, so dass 1917 die Unternehmensbezeichnung in Square D geändert wurde.
Zunächst wurden Niederspannungs-Schaltanlagen hergestellt, später stieg Square D auch in die industrielle Steuerungstechnik und die Herstellung von Leistungsschaltern unter Westinghouse-Lizenz ein. 1935 wurde die erste eigene Reihe von Leistungsschaltern vorgestellt.
Square D expandierte unter anderem nach Peru, Los Angeles und Houston. 1948 wurden 7000 Personen beschäftigt und zehn Werke in Nordamerika betrieben. Das Unternehmen produzierte außerdem die Hälfte der im Flugzeugbau eingesetzten Leistungsschalter. In den folgenden Jahren wurden unter anderem die erste Niederspannungs-Schaltanlage in Einschubtechnik sowie der erste Motorabgang des Typs S vorgestellt.
1976 entwickelte Square D die erste speicherprogrammierbare Steuerung mit Mikroprozessor.
1990 beschäftigte das Unternehmen 18.500 Personen und realisiert mit Niederlassungen in 23 Ländern einen Umsatz von 1,65 Milliarden US$.

### Weiterführung bei Schneider Electric
Im Jahr 1991 wurde Square D von der Groupe Schneider übernommen und 1994 integriert. Seit 1999 wird der Name Square D von Schneider Electric als Kernmarke geführt.